# نخل الدقيق

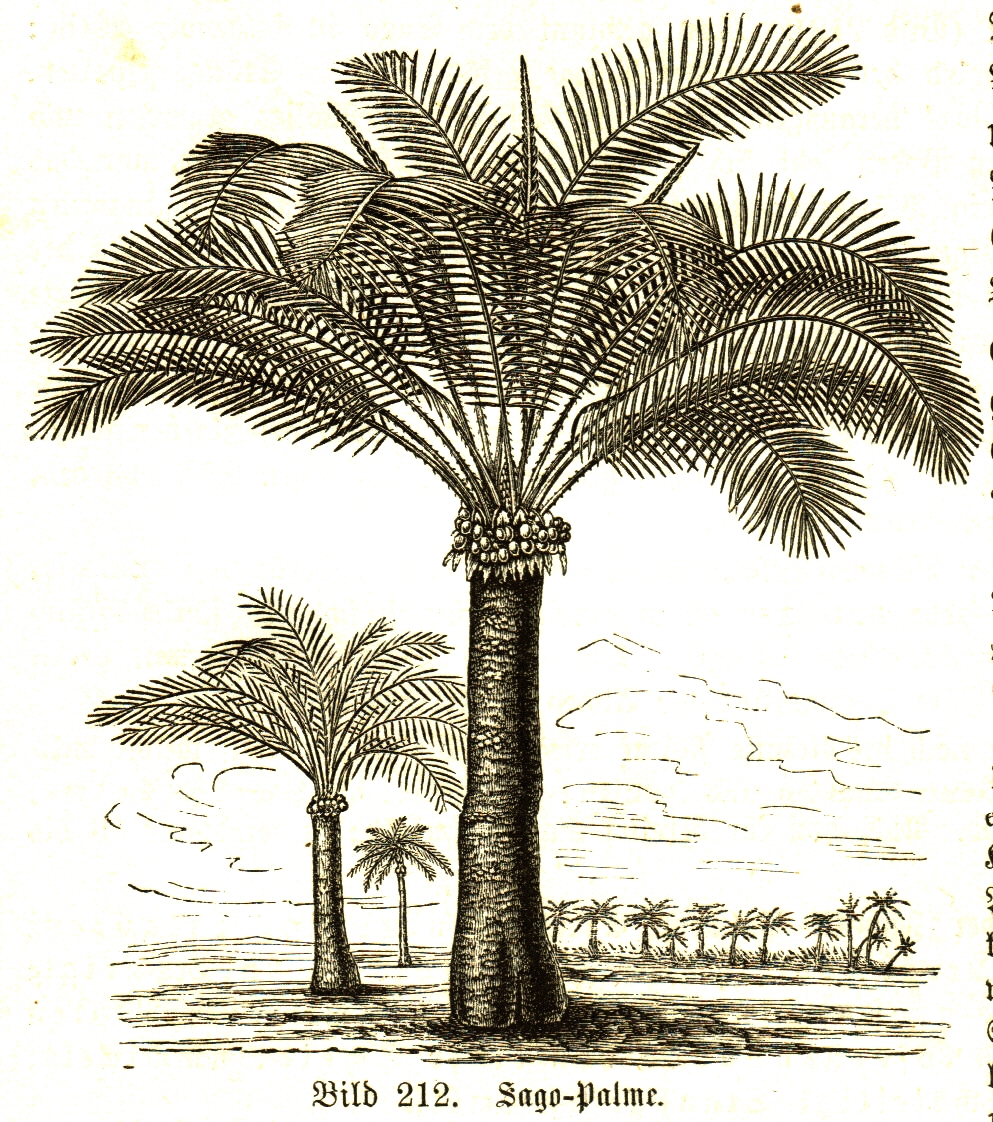
نخيل الدقيق

نخل الدقيق أو نخل الساغو هو اسم شائع للعديد من النباتات التي تستخدم لإنتاج طعام نشوي يعرف باسم ساغو قد تكون أشجار ساغو «نخيل حقيقي» في عائلة النخلية، أو نخل سرخسي ذات مظهر يشبه النخيل. يجب إزالة السموم من الساغو المُنتجة قبل الاستهلاك. تشمل النباتات المسماة تحت اسم نخيل الدقيق: 
- Metroxylon sagu (نخيل الساغو الحقيقي) ، أحد الأنواع في عائلة النخيل (Arecaceae) موطن في جنوب شرق آسيا
- سيكادس 
  - سيكاد ملتف ، (نخيل الملك ساغو)، موطنه في اليابان ومزروع على نطاق واسع كنبات الزينة
  - Cycas rumphii ، (نخيل الملكة ساغو) ، موطنها جنوب شرق آسيا
  - سيكاد مستدير، (نخيل الملكة ساغو)، موطنها الهند